# Phyllodytes brevirostris
Phyllodytes brevirostris é uma espécie de anfíbio da família Hylidae. Endêmica do Brasil, pode ser encontrada apenas na localidade-tipo no município de Alhandra, no estado da Paraíba.